# 派漢區

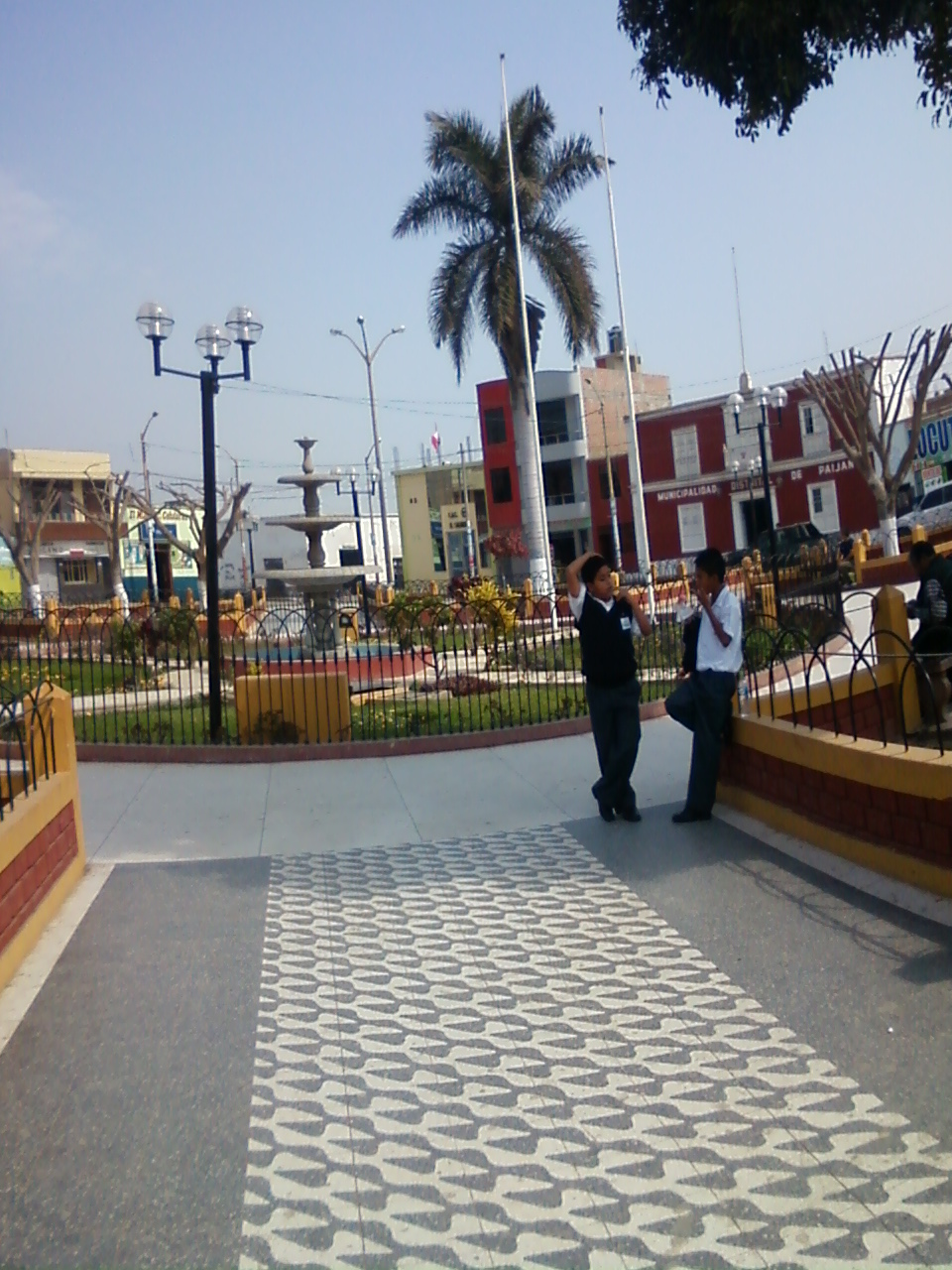

派漢區（西班牙語：Distrito de Paiján），是秘魯的一個區，位於該國西北部拉利伯塔德大區的阿斯科佩省，面積79.32平方公里，海拔高度80米，2005年人口22,017，人口密度每平方公里280人。